# Adelina Gavrilă
Adelina Gavrilă (née le 26 novembre 1978 à Brăila) est une athlète roumaine, spécialiste du triple saut.
Elle remporte la médaille de bronze aux Championnats du monde junior de 1996, double championne des Balkans, médaille d'or aux Championnats d'Europe juniors de 1997 (et 4e en 1995), médaille de bronze aux Championnats d'Europe espoirs 1999, 15e aux Jeux olympiques 2004 (et non qualifiée en 2008), 7e aux Championnats d'Europe 2006 (et 11e en 1998).
Son meilleur saut en plein air est de 14,75 m, réalisé en 2003. Elle a réalisé 14,78 m à Bucarest en 2008.